# Leptogenys avaratra
Leptogenys avaratra  (лат.) — вид муравьёв (Formicidae) рода Leptogenys из подсемейства Ponerinae. Эндемик Мадагаскара. Мелкие муравьи коричневого цвета (усики и ноги светлее). Глаза среднего размера, расположены в переднебоковых частях головы. Жвалы вытянутые, сомкнутые прикасаются к клипеусу (без зазора между ними). Голова короткая (CI: 78-82). Голова и брюшко, в основном, гладкие и блестящие, с мелкими пунктурами. Самки эргатоидные. Стебелёк состоит из одного членика (петиоль). Петиоль выше своей длины. Усики рабочих и самок 12-члениковые. Нижнечелюстные щупики 4-члениковые. Претергиты абдоминального сегмента IV со стридулитрумом. Средние и задние голени с 2 вершинными шпорами. Коготки лапок гребенчатые. Вид был впервые описан в 2014 году малагасийским энтомологом Жан-Клодом Ракотонирина (Jean Claude Rakotonirina; Département d’Entomologie, Faculté des Sciences, Université d’Antananarivo, Антананариво, Мадагаскар) и американским мирмекологом Брайаном Фишером (Brian L. Fisher; Entomology, California Academy of Sciences, Сан-Франциско, США).